# Wolfgang David (Musiker)

Wolfgang David (2009)

Wolfgang David (* 5. Oktober 1971 in St. Pölten als Wolfgang Sengstschmid) ist ein österreichischer Violinist. Die Namensänderung in David erfolgte im August 2004.

## Biografie
Wolfgang Sengstschmid wurde als Sohn des Komponisten Johann Sengstschmid geboren. Mit acht Jahren wurde er an der Wiener Musikuniversität zum Vorbereitungslehrgang Violine zugelassen und studierte einige Jahre auch bei Rainer Küchl. Anschließend setzte er seine Studien bei Igor Ozim an der Musikhochschule Köln und bei Yfrah Neaman an der Guildhall School of Music in London fort. Er ist Preisträger von internationalen Wettbewerben, darunter der Internationale Violinwettbewerb Köln, Internationale Violinwettbewerb Joseph Joachim, Internationale Violinwettbewerb Pretoria.
David konzertierte in Europa, Japan, Südkorea, Südafrika und den USA, so zum Beispiel als Solist mit dem Royal Philharmonic Orchestra, Radio-Symphonieorchester Wien, Johannesburg Philharmonic Orchestra, Berner Symphonieorchester oder den New York Virtuosi und trat unter anderem im Wiener Musikverein und Wiener Konzerthaus, der New Yorker Carnegie Hall, dem Cerritos Center Los Angeles, der Londoner Wigmore Hall, der Victoria Hall in Genf und der Kölner Philharmonie auf.
Höhepunkte seiner Karriere stellten ein Konzert für die Königin von Thailand sowie ein Festkonzert in der Great Assembly Hall der UNO in New York dar, bei dem er Vivaldis Vier Jahreszeiten gemeinsam mit den New York Virtuosi interpretierte.
Neben dem traditionellen Repertoire widmet sich David auch Werken neuer Musik und arbeitet intensiv mit zeitgenössischen Komponisten zusammen wie zum Beispiel Rainer Bischof, David Gompper, Joseph Dangerfield, Noel Zahler, Luke Dahn, Ching-chu Hu, Jeremy Dale Roberts oder John Allemeier. Einige dieser Komponisten schrieben Werke speziell für ihn, die er uraufführte und auf CD aufnahm.
David veröffentlichte mehrere CDs, darunter ein Album mit Kompositionen des thailändischen Königs Bhumibol, das von seiner Schwester, Prinzessin Galyani Vadhana in Auftrag gegeben wurde.
Er spielt auf einem Instrument des italienischen Geigenbauers Carlo Bergonzi, gebaut in Cremona nach 1724, die ihm leihweise von der Oesterreichischen Nationalbank zur Verfügung gestellt wird.

## Diskografie
- Finnegan's Wake. Mit David Gompper, Klavier (Albany Records; 2004)
- The Royal Lullaby. Compositions by His Majesty King Bhumibol Adulyadeij of Thailand. Mit Indhuon Srikaranonda, Royal Philharmonic Orchestra, Dirigent: Emmanuel Siffert  (2006)
- Star of the Country Down. Mit David Gompper, Klavier (Albany Records; 2007)
- The New Canon. Mit David Gompper, Klavier (Gallo; 2009)
- Violin Concerto. Mit dem Royal Philharmonic Orchestra, Peter Zazofsky, Klavier, Dirigent: Emmanuel Siffert (2009)
- Mozart, Schubert, Beethoven. Mit Takeshi Kakehashi, Klavier (2014)
- Beethoven & Franck. Mit Takeshi Kakehashi, Klavier (2015)